# Alexios Komnenos (1142)
Alexios Komnenos (1106/1107, Balabista – 2. srpna 1142, Antalya) byl byzantský císař, spoluvládce svého otce Jana Komnena.

## Život
Narodil se jako nejstarší syn budoucího byzantského císaře Jana a uherské princezny Pirosky, dcery Ladislava I. Pocházel z dvojčat. Jeho otec se ujal vlády nad Byzantskou říší roku 1118 a o čtyři roky později slavnostně jmenoval Alexia svým spoluvládcem, čímž chtěl zajistit jeho budoucí následnictví.
Alexios se pravidelně účastnil otcových vojenských kampaní v Malé Asii. Roku 1142 se podílel na výpravě proti Seldžuckým Turkům, když v létě zemřel v důsledku horečnatého onemocnění a krátce poté nemoci podlehl i jeho mladší bratr Andronikos.